# Cottingham (Northamptonshire)
Cottingham es una parroquia civil y un pueblo del distrito de Corby, en el condado de Northamptonshire (Inglaterra). 

## Geografía
El pueblo de Cottingham está ubicado junto a Middleton, cerca de un kilómetro al sur del límite de Northamptonshire con Leicestershire y a aproximadamente kilómetro y medio al oeste de la villa de Corby. Según la Oficina Nacional de Estadística británica, la parroquia tiene una superficie de 5,11 km².

## Demografía
Según el censo de 2001, Cottingham tenía 912 habitantes (49,01% varones, 50,99% mujeres) y una densidad de población de 178,47 hab/km². El 17,87% eran menores de 16 años, el 74,01% tenían entre 16 y 74 y el 8,11% eran mayores de 74. La media de edad era de 41,92 años. Del total de habitantes con 16 o más años, el 20,43% estaban solteros, el 61,81% casados y el 17,76% divorciados o viudos.
| 882                         | 789 | 839 | 903 | 1033 | 1080 | - | - | 631 | 598 | 519 | 573 | 540 | 555 | - | 606 | 645 |
| (Fuente: Vision of Britain) |     |     |     |      |      |   |   |     |     |     |     |     |     |   |     |     |

El 96,82% de los habitantes eran originarios del Reino Unido. El resto de países europeos englobaban al 1,43% de la población, mientras que el 1,75% había nacido en cualquier otro lugar. Según su grupo étnico, el 99,56% eran blancos y el 0,44% mestizos. El cristianismo era profesado por el 82,15% y el budismo por el 0,33%, mientras que el 11,72% no eran religiosos y el 5,81% no marcaron ninguna opción en el censo.
466 habitantes eran económicamente activos, 453 de ellos (97,21%) empleados y 13 (2,79%) desempleados. Había 363 hogares con residentes y 9 vacíos.